# Giovane Sinistra
Giovane Sinistra è stato un mensile socialista pubblicato dal 1976 al 1979 e diretto nei diversi periodi da Angelo Molaioli, Massimo Melillo ed Enrico Mentana. Giovane sinistra si presenta nel breve editoriale che accompagna il primo numero non come organo ufficiale della Federazione Giovanile Socialista Italiana (Fgsi), ma piuttosto come "un mensile aperto alla collaborazione di tutti, un servizio fornito dalla Fgsi a coloro che si riconoscono nell'area politica e culturale socialista".
Il successo riscontrato dalla pubblicazione stimola il progetto ambizioso, annunciato nel secondo numero, di portare in futuro la periodicità da mensile a quindicinale. La sede della redazione è a Roma in via del Corso 476 presso la direzione nazionale della Fgsi, nel 1978 si trasferisce in via Tomacelli 98, sempre a Roma.
Prima di Giovane sinistra la Fgsi aveva dato vita a Gioventù socialista, La conquista (diretta da Alfredo Guarino e Massimo Melillo) e Avanguardia (bollettino interno di propaganda e formazione che, diretto da Massimo Melillo, riprendeva la vecchia testata del settimanale dei giovani socialisti pubblicato a partire dal 1907 e diretto anche da Ignazio Silone dal 1920 al 1923 quando dopo la scissione di Livorno e la fondazione del Partito comunista d'Italia diventa organo della Federazione giovanile comunista d'Italia. "Avanguardia" fu poi ripubblicata dalla Fgci dal 1953 al 1956 con la direzione di Gianni Rodari).
La linea editoriale viene così esposta: «Giovane sinistra non vuole essere un giornale per pochi eletti, ma uno strumento di dibattito e di formazione, che affronti i problemi dei giovani in chiave politica, senza demagogia e inutile giovanilismo.» Quanto all'impostazione giornalistica «l'uscita mensile pone anzitutto il problema di un taglio delle notizie staccato dalla cronaca e dalla stretta attualità. Non si tratta però di fare un giornale soltanto di dibattito e con scopi formativi, ma di ricercare notizie e informazioni al di fuori dei canali tradizionali; fare, in una parola, informazione diretta, anticipare per quanto è possibile quei problemi che domani faranno notizia, essere la voce di quanti vedono nel socialismo una risposta alle esigenze delle nuove generazioni».
Hanno scritto per Giovane sinistra: Giampiero Mughini, che sin dal primo numero ha tenuto la rubrica fissa Corsivi e poi Controcorrente, Giorgio Galli, Alberto La Volpe, Anna Maria Mori, Tina Lagostena Bassi, Ruggero Orfei, Luigi Covatta, Marco Sassano, Camillo De Berardinis, Agostino Marianetti, Mario Tedeschini Lalli, Antonello Venditti, Franz Di Cioccio, Carlo Vallauri, Alessandro Roncaglia, Vittorio Gassman, Francesco “Big” Di Giacomo voce del Banco del Mutuo Soccorso, Enrico Sisti, Andrea Tarquini, Luciano Vasconi, Paola Cacianti, Pino Micol, Lalli Mannarini, Maurizio Scaparro, Giorgio Cortellessa, Paolo Conti, Carlo Siliotto, Ruggero Orlando, Paolo Leon, Falco Accame, Gaetano Arfé, Aldo Visalberghi, Walter Pedullà, Domenico Purificato, Paolo Baratta, Antonio Veneziani, Paolo Zefferi, Riccardo Reim, Giovanni Cerruti, Giorgio Benvenuto, Copi (Raúl Damonte Botana).
Giovane sinistra ha pubblicato anche i relativi "Quaderni" in due volumi: Dalla Resistenza all'alternativa socialista. I congressi del Psi dal 1946 al 1972, a cura di Camillo De Berardinis e Raffaele De Mucci (1976) e Con i giovani socialisti per costruire l'alternativa. I documenti della Fgsi dal 1973 al 1976, a cura di Massimo Melillo (1977).